# Commande LQG
Pour les articles homonymes, voir LQG.
En automatique, la Commande linéaire quadratique gaussienne dite commande LQG est une méthode qui permet de calculer le gain d'une commande par retour d'état dans un souci particulier de réduire les bruits blancs.
La commande LQG réunit un contrôleur LQ (Linear Quadratic) et un estimateur de  Kalman pouvant être calculé indépendamment suivant le principe de séparation.
La commande LQ garantit une certaine robustesse de la boucle fermée, ce qui n'est pas le cas de la boucle LQG.

## Caractère optimal
Si on considère le système suivant:
{\displaystyle {\dot {\mathbf {x} }}(t)=A(t)\mathbf {x} (t)+B(t)\mathbf {u} (t)+\mathbf {v} (t)}
{\displaystyle \mathbf {z} (t)=C(t)\mathbf {x} (t)+\mathbf {w} (t),}
Où {\displaystyle z} est le vecteur de variables contrôlées; {\displaystyle u} est le vecteur de commande; {\displaystyle v} est un bruit blanc gaussien sur l'état et {\displaystyle w} un bruit blanc gaussien sur la sortie.
Le critère optimisé standard est de type temporel et permet d'opérer un compromis entre le temps de convergence et la consommation de commande:
{\displaystyle J=\int _{0}^{T}(z^{t}Qz+u^{t}Ru)dt}
Où: {\displaystyle z} est le vecteur de variables contrôlées; {\displaystyle u} est le vecteur de commande; 
{\displaystyle Q} et {\displaystyle R} sont des matrices de pondérations définies positives

Le contrôleur LQG est la solution des équations:
{\displaystyle {\dot {\hat {\mathbf {x} }}}(t)=A(t){\hat {\mathbf {x} }}(t)+B(t){\mathbf {u} }(t)+K(t)\left({\mathbf {z} }(t)-C(t){\hat {\mathbf {x} }}(t)\right),{\hat {\mathbf {x} }}(0)=E\left({\mathbf {x} }(0)\right)}
{\displaystyle {\mathbf {u} }(t)=-L(t){\hat {\mathbf {x} }}(t).}
La matrice {\displaystyle {\mathbf {} }K(t)} est appelée gain de Kalman du filtre de Kalman associée à la première équation. Ce filtre estime l'état du système {\displaystyle {\hat {\mathbf {x} }}(t)}. Le gain de Kalman {\displaystyle {\mathbf {} }K(t)} est calculé à partir des matrices {\displaystyle {\mathbf {} }A(t),C(t)} et les deux matrices de covariances {\displaystyle \mathbf {} V(t)}, {\displaystyle \mathbf {} W(t)} des bruits blancs gaussiens {\displaystyle \mathbf {v} (t)} et {\displaystyle \mathbf {w} (t)} et de l'état initial {\displaystyle E\left({\mathbf {x} }(0){\mathbf {x} }'(0)\right)}. Le gain de Kalman est calculé par résolution de l'équation différentielle matricielle dite de Riccati,
{\displaystyle {\dot {P}}(t)=A(t)P(t)+P(t)A'(t)-P(t)C'(t){\mathbf {} }W^{-1}(t)C(t)P(t)+V(t),}
{\displaystyle P(0)=E\left({\mathbf {x} }(0){\mathbf {x} }'(0)\right).}
Soit {\displaystyle P(t),0\leq t\leq T} le gain de Kalman est,
{\displaystyle {\mathbf {} }K(t)=P(t)C'(t)W^{-1}(t)}

La matrice {\displaystyle {\mathbf {} }L(t)} est le gain du correcteur LQ. Cette matrice est déterminée par les matrices {\displaystyle {\mathbf {} }A(t),B(t),Q(t),R(t)} et {\displaystyle {\mathbf {} }F} par résolution de l'équation de Riccati,
{\displaystyle -{\dot {S}}(t)=A'(t)S(t)+S(t)A(t)-S(t)B(t)R^{-1}(t)B'(t)S(t)+Q(t),}
{\displaystyle {\mathbf {} }S(T)=F.}
Soit {\displaystyle {\mathbf {} }S(t),0\leq t\leq T} il vient,
{\displaystyle {\mathbf {} }L(t)=R^{-1}(t)B'(t)S(t).}
On peut observer la similarité entre les deux équations différentielles: la première est dans le sens de la flèche du temps tandis que la deuxième est à rebours. Cela vient de la dualité entre les problèmes de contrôle et d'estimation.
Quand {\displaystyle {\mathbf {} }A(t),B(t),C(t),Q(t),R(t)} et les matrices de covariances {\displaystyle \mathbf {} V(t)}, {\displaystyle \mathbf {} W(t)} ne dépendent pas du temps, le contrôleur LQG est invariant dans le temps et les équations deviennent des équations de Riccati (équation de Riccati) algébriques.

La commande LQG est optimale au sens de la norme {\displaystyle H_{2}}. Pour faire le lien avec les techniques fréquentielles de type H∞: il est possible de réaliser une optimisation dans le domaine fréquentiel au sens de la norme {\displaystyle H_{2}} sur le même schéma de synthèse d'une commande H∞. La synthèse {\displaystyle H_{2}} peut être réalisée sur les mêmes entrées-sorties que la synthèse Hinfini, tout juste sera-t-il nécessaire de régler les pondérations fréquentielles.